# Kosmos 2482
Kosmos 2482 – rosyjski wojskowy satelita telekomunikacyjny wysłany wraz z bliźniaczymi Kosmos 2483 i Kosmos 2484. Czwarty statek typu Strzała 3M.
Start satelity był jednokrotnie przełożony, z 8 grudnia 2012.